# 삼성 비자금 의혹 관련 특별검사의 임명 등에 관한 법률
삼성 비자금 의혹 관련 특별검사의 임명 등에 관한 법률(법률 제8668호)은 삼성그룹의 불법비자금 의혹을 수사하기 위하여 2007년 11월 23일 국회에서 제정, 통과되어 2007년 12월 10일 공포된 법률이다. 이 법에 따라서 이른바 삼성 특검이 임명되고 수사가 개시되었다.

## 법안 제정 배경
김용철 전 삼성 법무실장의 삼성 비자금 관련 폭로를 계기로 대중의 관심이 집중되게 되었고, 정/재계의 삼성의 영향력에 대해 우려를 갖게 된 국민들은 삼성특검에 대해서 필요성을 공감하게 되었다.

## 수사 대상
이 법률은 특별 검사의 수사 대상을
- 삼성그룹의 지배권 승계와 관련된 수사 및 재판 과정에 있어서의 불법행위 의혹과 수사방치 의혹을 받고 있는 4건의 고소·고발 사건
- 삼성그룹의 불법로비와 관련하여 불법비자금을 조성한 경위와 그 비자금이 2002년 대선자금 및 최고권력층에 대한 로비자금으로 사용되었다는 의혹과 공직자에 대한 뇌물 제공 의혹사건

으로 한정했다.

## 삼성특검법안 투표
국회에서 찬성 155인, 반대 17인, 기권 17인으로 통과되었다.
- 반대의원 : 고조흥, 고희선, 김무성, 김성조, 김용갑, 김충환, 김태환, 박세환, 박종근, 서상기, 송영선, 이규택, 이인기, 한선교, 허태열, 황진하
- 기권의원 : 김성곤, 박찬석, 안영근, 고흥길, 김기춘, 김석준, 권경석, 심재엽, 이경재, 이윤성, 이진구, 정형근, 정화원, 정희수, 주호영, 최병국, 허천